# Gabon op de Olympische Zomerspelen 2000
Gabon nam deel aan de Olympische Spelen tijdens de Olympische Zomerspelen 2000 in Sydney, Australië. Net zoals hun vorige deelnames won men geen medailles.

## Deelnemers en resultaten

### Atletiek
| Olympiër              | Discipline | Resultaat | Prestatie                                              |
| --------------------- | ---------- | --------- | ------------------------------------------------------ |
| Patrick Mocci-Raoumbé | 100m (m)   | 18e       | serie 8: 2de in 10,13 (NR) kwartfinale 4: 5de in 10,27 |
| Patrick Mocci-Raoumbé | 200m (m)   | 23e       | serie 7: 3de in 20,78 kwartfinale 1: 7de in 20,71      |
|                       |            |           |                                                        |
| Anais Oyembo          | 100m (v)   | 61e       | serie 8: 7de in 12,19                                  |

### Boksen
| Olympiër          | Discipline | Resultaat | Prestatie                                                    |
| ----------------- | ---------- | --------- | ------------------------------------------------------------ |
| Stephane Nzue Mba | -71kg (m)  | 17e       | 1ste ronde: V van CUB Sierra: scheidsrechterlijke beslissing |

### Judo
| Olympiër            | Discipline | Resultaat | Prestatie                                                                                  |
| ------------------- | ---------- | --------- | ------------------------------------------------------------------------------------------ |
| Steeve Nguema Ndong | +100kg (m) | 13e       | voorronde: vrij 1ste ronde: V van EST Pertelson: koka herkansingen: V van ESP Pérez: ippon |

Albanië · Algerije · Amerikaanse Maagdeneilanden · Amerikaans-Samoa · Andorra · Angola · Antigua en Barbuda · Argentinië · Armenië · Aruba · Australië · Azerbeidzjan · Bahama's · Bahrein · Bangladesh · Barbados · België · Belize · Benin · Bermuda · Bhutan · Bolivia · Bosnië en Herzegovina · Botswana · Brazilië · Britse Maagdeneilanden · Brunei · Bulgarije · Burkina Faso · Burundi · Cambodja · Canada · Centraal-Afrikaanse Republiek · Chili · China · Chinees Taipei · Colombia · Comoren · Congo-Brazzaville · Congo-Kinshasa · Cookeilanden · Costa Rica · Cuba · Cyprus · Denemarken · Djibouti · Dominica · Dominicaanse Republiek · Duitsland · Ecuador · Egypte · El Salvador · Equatoriaal-Guinea · Eritrea · Estland · Ethiopië · Fiji · Filipijnen · Finland · Frankrijk · Gabon · Gambia · Georgië · Ghana · Grenada · Griekenland · Groot-Brittannië · Guam · Guatemala · Guinee · Guinee‑Bissau · Guyana · Haïti · Honduras · Hongarije · Hongkong · Ierland · IJsland · India · Indonesië · Irak · Iran · Israël · Italië · Ivoorkust · Jamaica · Japan · Jemen · Joegoslavië · Jordanië · Kaaimaneilanden · Kaapverdië · Kameroen · Kazachstan · Kenia · Kirgizië · Koeweit · Kroatië · Laos · Lesotho · Letland · Libanon · Liberia · Libië · Liechtenstein · Litouwen · Luxemburg · Macedonië · Madagaskar · Malawi · Malediven · Maleisië · Mali · Malta · Marokko · Mauritanië · Mauritius · Mexico · Micronesië · Moldavië · Monaco · Mongolië · Mozambique · Myanmar · Namibië · Nauru · Nederland · Nederlandse Antillen · Nepal · Nicaragua · Nieuw-Zeeland · Niger · Nigeria · Noord-Korea · Noorwegen · Oeganda · Oekraïne · Oezbekistan · Oman · Oostenrijk · Pakistan · Palau · Palestina · Panama · Papoea-Nieuw-Guinea · Paraguay · Peru · Polen · Portugal · Puerto Rico · Qatar · Roemenië · Rusland · Rwanda · Saint Kitts en Nevis · Saint Lucia · Saint Vincent en Grenadines · Salomonseilanden · Samoa · San Marino ·  Sao Tomé en Principe · Saoedi-Arabië · Senegal · Seychellen · Sierra Leone · Singapore · Slovenië · Slowakije · Soedan · Somalië · Spanje · Sri Lanka · Suriname · Swaziland · Syrië · Tadzjikistan · Tanzania · Thailand · Togo · Tonga · Trinidad en Tobago · Tsjaad · Tsjechië · Tunesië · Turkije · Turkmenistan · Uruguay · Vanuatu · Venezuela · Verenigde Arabische Emiraten · Verenigde Staten · Vietnam · Wit-Rusland · Zambia · Zimbabwe · Zuid-Afrika · Zuid-Korea · Zweden · Zwitserland · Individuele olympische atleten